# Na Yong (huyện)
Na Yong (tiếng Thái: นาโยง) là một huyện (amphoe) của tỉnh Trang, Thái Lan.

## Lịch sử
Tiểu huyện (king amphoe) Na Yong được thành lập ngày 1 tháng 4 năm 1990 thông qua việc tách 6 tambon từ Mueang Trang. Đơn vị này đã được nâng cấp thành huyện ngày 4 tháng 11 năm 1993.

## Địa lý
Các huyện giáp ranh (từ phía nam theo chiều kim đồng hồ) là: Yan Ta Khao và Mueang Trang của tỉnh Trang, Si Banphot và Srinagarindra của tỉnh Phatthalung.

## Hành chính
Huyện này được chia thành 6 phó huyện (tambon), các đơn vị này lại được chia ra thành 53 làng (muban). Na Yong Nuea là một thị trấn (thesaban tambon) nằm trên một phần của tambon Na Yong Nuea. Có 6 Tổ chức hành chính tambon.
| \| STT. \| Tên \| Tên Thái \| Số làng \| Dân số \| \| \| ---- \| ------------ \| --------- \| ------- \| ------ \| \| \| 1. \| Na Yong Nuea \| นาโยงเหนือ \| 7 \| 8.743 \| \| \| 2. \| Chong \| ช่อง \| 7 \| 4.599 \| \| \| 3. \| Lamo \| ละมอ \| 10 \| 7.316 \| \| \| 4. \| Khok Saba \| โคกสะบ้า \| 11 \| 6.903 \| \| \| 5. \| Na Muen Si \| นาหมื่นศรี \| 8 \| 5.938 \| \| \| 6. \| Na Khao Sia \| นาข้าวเสีย \| 10 \| 8.795 \| \| | Map of Tambon |           |         |        |  |
| STT. | Tên           | Tên Thái  | Số làng | Dân số |  |
| 1. | Na Yong Nuea  | นาโยงเหนือ | 7       | 8.743  |  |
| 2. | Chong         | ช่อง       | 7       | 4.599  |  |
| 3. | Lamo          | ละมอ      | 10      | 7.316  |  |
| 4. | Khok Saba     | โคกสะบ้า   | 11      | 6.903  |  |
| 5. | Na Muen Si    | นาหมื่นศรี   | 8       | 5.938  |  |
| 6. | Na Khao Sia   | นาข้าวเสีย  | 10      | 8.795  |  |